# Notvikens Idrottsklubb
O Notvikens Idrottsklubb, ou simplesmente Notvikens IK, é um clube de futebol da Suécia. Sua sede fica localizada em Lula.